# Гарсия де ла Уэрта, Висенте Антонио
Висе́нте Анто́нио Гарси́я де ла Уэ́рта (исп. Vicente Antonio García de la Huerta; 9 марта 1734, Сафра — 12 марта 1787, Мадрид) — испанский поэт и драматург. Представитель испанского неоклассического театра. Горячий противник французской школы в испанской литературе.

## Биография
Родился в провинции Бадахос, детство прошло в Саморе.
- В 1757 переехал в Мадрид, где поступил на службу к Герцогу Альбе на должность архивариуса. По протекции герцога поступил в Испанскую Академию и в академию Сан-Фернандо. Первое, и пожалуй, самое известное его произведение (пьеса) «Ракель» было поставлено в Барселоне в 1775 году.
- После Мятежа в Мадриде в 1766 эмигрировал в Париж, где за ним шпионили члены испанского посольства и перехватывали его корреспонденцию. После возвращения в Испанию подозревался во враждебных действиях против правительства и был сослан в Гранаду.
- В 1777 году возвратился в Мадрид. Занимался переводами произведений Вольтера. Отредактировал и издал «Антологию испанского театра» в 16 томах (1785—1786). Эта последняя его работа подвергалась жесточайшей критике в испанских литературных кругах. Тяжело переживая это давление поэт сошёл с ума и умер в Мадриде в пятидесятитрехлетнем возрасте.

## Творчество
- «Ракель» (пьеса)
- «Мстящий Агамемнон» (пьеса)
- «Антология испанского театра»
- Obras poeticas